# Aclastus nigritus
Aclastus nigritus är en stekelart som först beskrevs av William Harris Ashmead 1899.  Aclastus nigritus ingår i släktet Aclastus och familjen brokparasitsteklar. Inga underarter finns listade i Catalogue of Life.